# ادواردو بلزا
ادواردو بلزا (انگلیسی: Eduardo Belza؛ زادهٔ ۵ سپتامبر ۱۹۵۶) بازیکن فوتبال اهل اروگوئه است.
از باشگاه‌هایی که در آن بازی کرده‌است می‌توان به اتلتیکو مادرید، لاس پالماس، رئال مایورکا، رایو وایکانو، و باشگاه فوتبال اتلتیکو مادرید بی، باشگاه فوتبال ناسیونال اروگوئه، تنریف، باشگاه فوتبال پنیارول، رایو وایکانو، و باشگاه فوتبال ناسیونال اروگوئه اشاره کرد.